# Carme Garcés Brusés
Carme Garcés Brusés (Barcelona, 30 d'octubre de 1928 - 12 de gener de 2022) fou una pintora catalana. Va pertànyer al Cercle Maillol de l'Institut Francès de la ciutat i fou deixebla de Ramon Rogent. Fou premiada el 1955 amb una beca d'estudis. El 1981 il·lustrà l'antologia Vers i prosa, publicada pel seu pare Tomàs Garcés. Anteriorment ja li havia il·lustrat alguns poemaris. Va participar en concursos i exposicions col·lectives, com ara diverses edicions del Mini Print Internacional de Cadaqués.

## Exposicions
- Galeria Argos, Barcelona (1956)
- Sala Rovira, Barcelona (1970)
- Sala Rovira, Barcelona (1971)
- Sala Parés, Barcelona (1980)
- Sala Rovira, Barcelona (1987)
- Foga2 Galeria d'Art, Barcelona (1991)
- Museu Enric Monjo, Vilassar de Mar (2004)